# Lista de prefeitos de Boa Viagem
Esta é a lista de prefeitos do município de Boa Viagem, estado brasileiro de Ceará. 
| Nº                                                    | Nome                                                                                      | Imagem                            | Partido                                          | Início do mandato       | Fim do mandato                          | Observações                                                   |
| Primeira República (1889–1930)                        |                                                                                           |                                   |                                                  |                         |                                         |                                                               |
| 1                                                     | José do Vale Pedrosa                                                                      |                                   |                                                  | 23 de maio de 1896      | 11 de outubro de 1898                   | Intendente                                                    |
| 2                                                     | Antônio Jaime Alencar Araripe                                                             |                                   |                                                  | 10 de outubro de 1898   | 8 de setembro de 1900                   | Intendente                                                    |
| 3                                                     | Manoel Henrique Albuquerque                                                               |                                   |                                                  | 9 de setembro de 1900   | 12 de setembro de 1902                  | Intendente                                                    |
| 4                                                     | Francisco de Assis Marinho                                                                |                                   |                                                  | 13 de setembro de 1902  | 1° de agosto de 1903                    | Intendente                                                    |
| 5                                                     | Quintiliano de Mesquita                                                                   |                                   |                                                  | 2 de agosto de 1903     | 20 de setembro de 1904                  | Intendente                                                    |
| 6                                                     | Francisco de Assis Marinho                                                                |                                   |                                                  | 21 de setembro de 1904  | 5 de julho de 1905                      | Intendente                                                    |
| 7                                                     | Manoel de Assis Marinho                                                                   |                                   |                                                  | 6 de julho de 1905      | 24 de outubro de 1906                   | Intendente                                                    |
| 8                                                     | Francisco de Assis Marinho                                                                |                                   |                                                  | 25 de outubro de 1906   | 25 de setembro de 1909                  | Intendente                                                    |
| 9                                                     | Manoel Honor da Costa Mendes                                                              |                                   |                                                  | 26 de setembro de 1909  | 8 de fevereiro de 1912                  | Intendente                                                    |
| 10                                                    | Salviano de Souza Leitão                                                                  |                                   |                                                  | 9 de fevereiro de 1912  | 28 de setembro de 1912                  | Intendente                                                    |
| 11                                                    | Antônio Lopes de Mesquita Galvão                                                          |                                   |                                                  | 29 de setembro de 1912  | 21 de março de 1914                     | Intendente                                                    |
| 12                                                    | Josias Maciel                                                                             |                                   |                                                  | 22 de março de 1914     | 25 de abril de 1914                     | Intendente                                                    |
| 13                                                    | Benjamim Bastos                                                                           |                                   |                                                  | 25 de abril de 1914     | 11 de outubro de 1914                   | Intendente                                                    |
| 14                                                    | Salviano de Souza Leitão                                                                  |                                   |                                                  | 12 de outubro de 1914   | 3 de outubro de 1918                    | Intendente                                                    |
| 15                                                    | José Cândido de Carvalho                                                                  |                                   |                                                  | 4 de outubro de 1918    | 29 de outubro de 1926                   | Intendente                                                    |
| 16                                                    | Luís Ximenes Aragão                                                                       |                                   |                                                  | 30 de outubro de 1926   | 18 de outubro de 1930                   | Intendente                                                    |
| 17                                                    | Manoel Araújo Marinho                                                                     |                                   |                                                  | 19 de outubro de 1930   | 28 de outubro de 1930                   | Intendente                                                    |
| Segunda e Terceira República — Era Vargas (1930–1945) |                                                                                           |                                   |                                                  |                         |                                         |                                                               |
| 18                                                    | Teodoro Amaro de Oliveira                                                                 |                                   |                                                  | 28 de outubro de 1930   | 20 de maio de 1931                      | Prefeito nomeado pelo Governador do Estado                    |
| 19                                                    | Prefeito do Quixeramobim                                                                  |                                   |                                                  | 21 de maio de 1931      | 31 de dezembro de 1936                  | Prefeito nomeado pelo Governador do Estado                    |
| 20                                                    | José Rangel de Araújo                                                                     |                                   |                                                  | 1º de janeiro de 1937   | 10 de maio de 1943                      | Prefeito nomeado pelo Governador do Estado                    |
| 21                                                    | Raimundo Ferreira do Nascimento                                                           |                                   |                                                  | 11 de maio de 1943      | 11 de fevereiro de 1945                 | Prefeito nomeado pelo Governador do Estado                    |
| 22                                                    | Antenor Gomes de Barros Leal                                                              |                                   |                                                  | 12 de fevereiro de 1945 | 9 de março de 1945                      | Prefeito nomeado pelo Governador do Estado                    |
| 23                                                    | Walter Batista Santana                                                                    |                                   |                                                  | 10 de março de 1945     | 21 de novembro de 1945                  | Prefeito nomeado pelo Governador do Estado                    |
| Quarta República (1945–1964)                          |                                                                                           |                                   |                                                  |                         |                                         |                                                               |
| 24                                                    | Lourival Soares e Silva                                                                   |                                   |                                                  | 22 de novembro de 1945  | 3 de dezembro de 1945                   | Prefeito nomeado pelo Governador do Estado                    |
| 25                                                    | Enedina de Carvalho                                                                       |                                   |                                                  | 4 de dezembro de 1945   | 21 de dezembro de 1945                  | Prefeita nomeada pelo Governador do Estado                    |
| 26                                                    | Aluísio Ximenes Aragão                                                                    |                                   |                                                  | 22 de dezembro de 1945  | 28 de novembro de 1946                  | Prefeito nomeado pelo Governador do Estado                    |
| 27                                                    | José Silvino da Silva                                                                     |                                   |                                                  | 29 de novembro de 1946  | 5 de maio de 1947                       | Prefeito nomeado pelo Governador do Estado                    |
| —                                                     | Joaquim Vieira Lima                                                                       |                                   |                                                  | 29 de novembro de 1946  | 5 de maio de 1947                       | Prefeito nomeado pelo Governador do Estado                    |
| 28                                                    | Manoel Araújo Marinho                                                                     |                                   | Partido Social Democrático PSD                   | 25 de março de 1948     | 25 de março de 1951                     | Prefeito eleito em sufrágio universal                         |
| 29                                                    | Aluísio Ximenes Aragão                                                                    |                                   | Partido Social Progressista PSP                  | 26 de março de 1951     | 24 de março de 1955                     | Prefeito eleito em sufrágio universal                         |
| 30                                                    | Delfino de Alencar Araújo                                                                 |                                   | Partido Social Democrático PSD                   | 25 de março de 1955     | 24 de março de 1959                     | Prefeito eleito em sufrágio universal                         |
| 31                                                    | Gervásio de Queiroz Marinho (Boa Viagem, 18.04.1917– Fortaleza, 04.04.2005)               |                                   | Partido Social Democrático PSD                   | 25 de março de 1959     | 24 de março de 1963                     | Prefeito eleito em sufrágio universal                         |
| 32                                                    | Manoel Vieira da Costa (Boa Viagem, 15.09.1931– Fortaleza, 09.06.2020)                    |                                   | União Democrática Nacional UDN                   | 25 de março de 1963     | 30 de abril de 1965                     | Prefeito eleito em sufrágio universal                         |
| Quinta República (1964–1985)                          |                                                                                           |                                   |                                                  |                         |                                         |                                                               |
| 33                                                    | José Vieira Filho (Boa Viagem, 05.09.1939–)                                               |                                   | Partido Social Democrático PSD                   | 31 de abril de 1965     | 15 de fevereiro de 1966                 | Prefeito eleito em sufrágio universal                         |
| 34                                                    | Cícero Carneiro Filho (Boa Viagem, 17.04.1920– São Luís, 10.02.2000)                      |                                   | União Democrática Nacional UDN                   | 16 de fevereiro de 1966 | 30 de janeiro de 1967                   |                                                               |
| 35                                                    | José Vieira Filho (Boa Viagem, 05.09.1939–)                                               |                                   | Partido Social Democrático PSD                   | 31 de janeiro de 1967   | 31 de março de 1970                     |                                                               |
| 36                                                    | Otávio Alves Franco (Boa Viagem, 03.06.1923– Fortaleza, 08.12.1998)                       |                                   | Partido Social Democrático PSD                   | 1º de abril de 1970     | 24 de março de 1971                     |                                                               |
| 37                                                    | Osmar de Oliveira Fontes (Quixeramobim, 12.06.1934– Boa Viagem, 02.01.2001)               |                                   | Aliança Renovadora Nacional ARENA                | 25 de março de 1971     | 31 de dezembro de 1972                  |                                                               |
| 38                                                    | José Vieira Filho (Boa Viagem, 05.09.1939–)                                               |                                   | Aliança Renovadora Nacional ARENA                | 1º de janeiro de 1973   | 17 de fevereiro de 1973                 | Prefeito eleito em sufrágio universal                         |
| 39                                                    | Francisco Vieira Carneiro (Boa Viagem, 24.12.1932– Fortaleza, 11.12.1998)                 |                                   | Aliança Renovadora Nacional ARENA                | 18 de fevereiro de 1973 | 30 de janeiro de 1977                   |                                                               |
| 40                                                    | Benjamim Alves da Silva (Boa Viagem, 16.06.1941–)                                         |                                   | Partido Democrático Social PDS                   | 31 de janeiro de 1977   | 30 de janeiro de 1983                   | Prefeito eleito em sufrágio universal                         |
| Sexta República, ou Nova República (1985–presente)    |                                                                                           |                                   |                                                  |                         |                                         |                                                               |
| 41                                                    | José Vieira Filho (Boa Viagem, 05.09.1939–)                                               |                                   | Partido da Social Democracia Brasileira PSDB     | 31 de janeiro de 1983   | 31 de dezembro de 1988                  | Prefeito eleito em sufrágio universal                         |
| 42                                                    | Benjamim Alves da Silva (Boa Viagem, 16.06.1941–)                                         |                                   | Partido do Movimento Democrático Brasileiro PMDB | 1º de janeiro de 1989   | 31 de dezembro de 1992                  | Prefeito eleito em sufrágio universal                         |
| 43                                                    | Francisco Segismundo Rodrigues dos Santos Neto (Sobral, 26.12.1949–)                      |                                   | Partido Democrático Trabalhista PDT              | 1º de janeiro de 1993   | 22 de abril de 1993                     | Prefeito eleito em sufrágio universal                         |
| 44                                                    | Antônio Argeu Nunes Vieira (Boa Viagem, 29.07.1962–)                                      |                                   | Partido do Movimento Democrático Brasileiro PMDB | 23 de abril de 1994     | 31 de dezembro de 1996                  |                                                               |
| 45                                                    | Francisco Vieira Carneiro, Major Carneiro (Boa Viagem, 24.12.1932– Fortaleza, 11.12.1998) |                                   | Partido da Social Democracia Brasileira PSDB     | 1º de janeiro de 1997   | 10 de dezembro de 1998                  | Prefeito eleito em sufrágio universal que renunciou o mandato |
| 46                                                    | Fernando Antônio Vieira Assef (Fortaleza, 17.05.1957–)                                    |                                   | Partido da Social Democracia Brasileira PSDB     | 11 de dezembro de 1998  | 31 de dezembro de 2000                  | Vice-prefeito eleito no cargo de prefeito                     |
| 46                                                    | Fernando Antônio Vieira Assef (Fortaleza, 17.05.1957–)                                    | 1º de janeiro de 2001             | Partido da Social Democracia Brasileira PSDB     | 31 de dezembro de 2004  | Prefeito eleito em sufrágio universal   |                                                               |
| 47                                                    | José Vieira Filho, Mazinho (Boa Viagem, 05.09.1939–)                                      |                                   | Partido da República PR                          | 1º de janeiro de 2005   | 31 de dezembro de 2008                  | Prefeito eleito em sufrágio universal                         |
| 48                                                    | Fernando Antônio Vieira Assef (Fortaleza, 17.05.1957–)                                    |                                   | Partido da Social Democracia Brasileira PSDB     | 1º de janeiro de 2009   | 31 de dezembro de 2012                  | Prefeito eleito em sufrágio universal                         |
| 48                                                    | Fernando Antônio Vieira Assef (Fortaleza, 17.05.1957–)                                    | Partido Social Democrático PSD    | 1º de janeiro de 2013                            | 31 de dezembro de 2016  | Prefeito reeleito em sufrágio universal |                                                               |
| 49                                                    | Aline Cavalcante Vieira (Fortaleza, 02.03.1974–)                                          |                                   | Partido da República PR                          | 1º de janeiro de 2017   | 31 de dezembro de 2020                  | Prefeita eleita em sufrágio universal                         |
| 50                                                    | José Carneiro Dantas Filho, Régis (Boa Viagem, 02.03.1974–)                               |                                   | Solidariedade SD                                 | 1º de janeiro de 2021   | 31 de dezembro de 2024                  | Prefeito eleito em sufrágio universal                         |
| 50                                                    | José Carneiro Dantas Filho, Régis (Boa Viagem, 02.03.1974–)                               | Partido Socialista Brasileiro PSB | 1° de janeiro de 2025                            | Atualidade              | Prefeito reeleito em sufrágio universal |                                                               |